# Earl’s Court metróállomás
Az Earl’s Court a londoni metró egyik állomása az 1-es és 2-es zóna határán, a District line és a Piccadilly line érinti.

## Története
Az állomást 1871. október 30-án adták át a District Railway részeként. 1906. december 15-én a mai Piccadilly line állomását is üzembe helyezték.

## Forgalom
| Járat | Útvonal | Gyakoriság     |
| ----- | --- | -------------- |
|       | (Barking – East Ham – Upton Park – Plaistow – West Ham – Bromley-by-Bow – Bow Road – Mile End – Stepney Green – Whitechapel – Aldgate East –) Tower Hill – Monument – Cannon Street – Mansion House – Blackfriars – Temple – Embankment – Westminster – St. James’s Park – Victoria – Sloane Square – South Kensington – Gloucester Road – Earl’s Court – West Brompton – Fulham Broadway – Parsons Green – Putney Bridge – East Putney – Southfields – Wimbledon Park – Wimbledon | 10 percenként  |
|       | Edgware Road – Paddington – Bayswater – Notting Hill Gate – High Street Kensington – Earl’s Court – West Brompton – Fulham Broadway – Parsons Green – Putney Bridge – East Putney – Southfields – Wimbledon Park – Wimbledon | 10 percenként  |
|       | Dagenham East – Dagenham Heathway – Becontree – Upney – Barking – East Ham – Upton Park – Plaistow – West Ham – Bromley-by-Bow – Bow Road – Mile End – Stepney Green – Whitechapel – Aldgate East – Tower Hill – Monument – Cannon Street – Mansion House – Blackfriars – Temple – Embankment – Westminster – St. James’s Park – Victoria – Sloane Square – South Kensington – Gloucester Road – Earl’s Court – Kensington (Olympia) | Napi 2         |
|       | Kensington (Olympia) – Earl’s Court – High Street Kensington (napi 1 tovább → Notting Hill Gate → Bayswater → Paddington → Edgware Road) | Napi 5         |
|       | Upminster – Upminster Bridge – Hornchurch – Elm Park – Dagenham East – Dagenham Heathway – Becontree – Upney – Barking – East Ham – Upton Park – Plaistow – West Ham – Bromley-by-Bow – Bow Road – Mile End – Stepney Green – Whitechapel – Aldgate East – Tower Hill – Monument – Cannon Street – Mansion House – Blackfriars – Temple – Embankment – Westminster – St. James’s Park – Victoria – Sloane Square – South Kensington – Gloucester Road – Earl’s Court – West Kensington – Barons Court – Hammersmith – Ravenscourt Park – Stamford Brook – Turnham Green (– tovább Richmond és Ealing Broadway felé) | 5 percenként   |
|       | Cockfosters – Oakwood – Southgate – Arnos Grove – Bounds Green – Wood Green – Turnpike Lane – Manor House – Finsbury Park – Arsenal – Holloway Road – Caledonian Road – King’s Cross St. Pancras – Russell Square – Holborn – Covent Garden – Leicester Square – Piccadilly Circus – Green Park – Hyde Park Corner – Knightsbridge – South Kensington – Gloucester Road – Earl’s Court – Barons Court – Hammersmith – Turnham Green – Acton Town (– tovább Uxbridge, Heathrow felé) | 2-3 percenként |

## Átszállási kapcsolatok
| Állomás      | Átszállási kapcsolatok              |
| ------------ | ----------------------------------- |
| Earl’s Court | Helyi buszok (Earl’s Court Station) |

## Fordítás
- Ez a szócikk részben vagy egészben  az   Earl's Court tube station című angol Wikipédia-szócikk fordításán alapul.  Az eredeti cikk szerkesztőit annak laptörténete sorolja fel. Ez a jelzés csupán a megfogalmazás eredetét és a szerzői jogokat jelzi, nem szolgál a cikkben szereplő információk forrásmegjelöléseként.